# Екатерининский сельсовет (Тамбовская область)
Екатерининский сельсовет — сельское поселение в Никифоровском районе Тамбовской области Российской Федерации.
Административный центр — село Екатеринино.

## Достопримечательности
В селе Екатеринино располагается большая опытная сельскохозяйственная станция, работающая под эгидой Всероссийского института растениеводства имени академика Н. И. Вавилова. Здесь выращиваются элитные семена зерновых культур, ведётся научная работа, проводится коллекционирование семян растений региона. В селе Екатеринино находится уникальный и красивейший памятник живой памятник природы — дендрологический парк площадью около 40 гектаров, заложенный ещё в XIX веке помещиком А. Ушаковым. Он объявлен памятником природы государственного значения. В Екатерининском парке насчитывается более 230 видов деревьев и кустарников.

## История
Статус и границы сельского поселения установлены Законом Тамбовской области от 17 сентября 2004 года № 232-З «Об установлении границ и определении места нахождения представительных органов муниципальных образований в Тамбовской области»
Деревня Екатеринино основано крепостными крестьянами, принадлежавшими камергеру императорского двора Александру Николаевичу Зиновьеву. Упоминается в документах 1762—1767 годов. В это время в селе жили 274 человека крепостных в 50 домах. В период четвертой ревизии 1782 года Екатеринино по-прежнему принадлежало помещику Зиновьеву и в документе названо «сельцо Екатеринино». В нем жили Афанасий Иванов, Иван Петров, Петр Гаврилов, Ефим Гаврилов, Иван Спиридонов, Григорий Андреев, Тимофей Ефимов, Григорий Парфенов, Казьма Константинов, Афанасий Михайлов... По документам очередной ревизии (1795 год) Екатерининым также владели Зиновьевы. 1

## Население
| 2010  | 2012  | 2013  | 2014  | 2015  | 2016  | 2017  |
| ----- | ----- | ----- | ----- | ----- | ----- | ----- |
| 1647  | ↗2855 | ↘2777 | ↘2650 | ↘2589 | ↘2479 | ↘2403 |
| 2018  | 2019  | 2020  | 2021  |       |       |       |
| ↘2330 | ↘2249 | ↘2165 | ↘2116 |       |       |       |

## Состав сельского поселения
| №  | Населённый пункт   | Тип населённого пункта       | Население |
| -- | ------------------ | ---------------------------- | --------- |
| 1  | Александровка      | село                         | ↘67       |
| 2  | Андреевка          | деревня                      | 6         |
| 3  | Анновка            | деревня                      | 2         |
| 4  | Бибиково           | село                         | ↘144      |
| 5  | Богородицкое       | село                         | ↘249      |
| 6  | Вырубово           | деревня                      | ↘419      |
| 7  | Гомзяки            | деревня                      | 31        |
| 8  | Екатеринино        | село, административный центр | ↘1130     |
| 9  | Ким                | посёлок                      | 1         |
| 10 | Малая Фёдоровка    | деревня                      | 7         |
| 11 | Малое Монтвидово   | деревня                      | 86        |
| 12 | Новокруглое        | деревня                      | 8         |
| 13 | Первое Мая         | посёлок                      | 30        |
| 14 | Петр Эсаулов       | деревня                      | 8         |
| 15 | Польная Дмитриевка | деревня                      | ↘79       |
| 16 | Старое Сабурово    | село                         | ↘206      |
| 17 | Степановка         | посёлок                      | ↘407      |
| 18 | Языково            | деревня                      | 62        |

### Упразднённые населённые пункты
Деревня Фёдоровка 2-я.